# Stygnoleptes
Genre
Synonymes
- Chersobleptes Sørensen, 1932
- Cippanus Roewer, 1933
- Mochlus Roewer, 1933 nec Günther, 1864
- Piercenia Roewer, 1934
- Bleptocherses Mello-Leitão, 1938
- Adornellus Roewer, 1949

Stygnoleptes est un genre d'opilions laniatores de la famille des Zalmoxidae.

## Distribution
Les espèces de ce genre se rencontrent du Salvador au Pérou.

## Liste des espèces
Selon World Catalogue of Opiliones (21/10/2021) :
- Stygnoleptes analis Banks, 1913
- Stygnoleptes crassus (Sørensen, 1932)
- Stygnoleptes gibber (Roewer, 1954)
- Stygnoleptes sellatus (Roewer, 1954)
- Stygnoleptes tarmanus (Roewer, 1956)

## Publication originale
- Banks, 1913 : « Notes on some Costa Rican Arachnida. » Proceedings of the Academy of Natural Sciences of Philadelphia, vol. 65, p. 676-687 (texte intégral).